# 過塩素酸マグネシウム
過塩素酸マグネシウム（かえんそさんマグネシウム、英: Magnesium perchlorate）は化学式Mg(ClO4)2で表される無機化合物で、強力な酸化剤としての性質を持つ。

## 性質
250℃で分解し、-568.90 kJ mol-1の熱量を形成する。潮解性があり、加水により発熱する。乾燥剤としても使用されたが、
過塩素酸塩としての危険性から使用は推奨されない。吸湿した過塩素酸マグネシウムは、真空下で250℃まで加熱することにより、再び乾燥する。

## 危険性
可燃物や金属の粉末との混合により、爆発性混合物となることがある。加熱により分解し、塩素などの有害な分解生成物を生じる。

## 規制
GHSにおける酸化性固体（区分2）に該当し、各国で貯蔵や運搬に規制がある（国連番号1475）。日本では船舶安全法や航空法によってGHSに基づく規制があり、また消防法に基づく危険物第1類に指定されている。